# Den Oever (Noord-Holland)
Den Oever is een dorp gelegen in de gemeente Hollands Kroon, in de provincie Noord-Holland. Het is gelegen aan het zuidwestelijke uiteinde van de Afsluitdijk. Het dorp is vooral bekend om de garnalenvisserij.

## Beschrijving
Den Oever is het op één na grootste dorp van het voormalige eiland Wieringen, na Hippolytushoef. De plaatsnaam is een oude naam voor het gebied waarin het dorp ligt. Rond de tijd waarin de Waddenzee ontstond lag het gebied alleen via het oosten aan het open water, de oever. Later, toen Waddenzee en Zuiderzee grote open watergebieden werden, is Den Oever een tijd half wad en open water geweest. De oever, die ongeveer bij Oosterland lag, verschoof geleidelijk in de loop van 14e en 15e eeuw. Zo ontstond een aantal kleine kernen, waaronder Den Oever.
Door de groei van de plaats en de haven in de 20e eeuw is de oudere buurtschap Oud-Gest opgenomen in het dorp. Aan het eind van die eeuw werd ook De Gest door nieuwbouw verbonden aan het dorp. Het valt nu ook formeel onder Den Oever.
Door de grote haven kent het dorp veel cafés en restaurants, de grootste concentratie binnen de gemeentegrenzen. Opvallend is dat er geen kerk staat in het dorp. De 16e-eeuwse Gasthuiskapel verkeerde rond 1960 in vervallen staat, werd afgebroken, overgebracht naar het Zuiderzeemuseum in Enkhuizen en daar in 1967 weer opgebouwd.

## Bezienswaardigheden
Naast de grote haven met de grote vissershallen staat in Den Oever de korenmolen De Hoop, die dateert van 1675.
Aan de kust, maar niet meer op de oorspronkelijke plek, staat nog steeds de gietijzeren vuurtoren van Den Oever uit 1885, die herinnert aan de tijd waarin Den Oever op een eiland lag.
Op de havendijk van Den Oever staat sinds 2005 het Visserijmonument Wieringen, gewijd aan de vissers die bij hun werk om het leven kwamen. Het werd gemaakt door de Wieringer beeldhouwer Hans Blank (1952-2019).
Aan de rand van het dorp is sinds 2004 het Vikinginformatiecentrum (VIC) gevestigd in een modern gebouw dat het deelt met de lokale VVV. Het VIC is de opvolger van het opgeheven museum Het Huis van de Aarde en laat de bezoeker kennismaken met de lokale vroeg-middeleeuwse geschiedenis, vooral met de Vikingen die zich op Wieringen hadden gevestigd. Er is ook een hoek gewijd aan de algemene geologie.
In de nazomer vinden jaarlijks de Flora & Visserijdagen Den Oever plaats. Dit meerdaagse festival is een gecombineerde bloemenshow en vlootschouw met kermis, jaarmarkt, nachtmarkt, draaiorgelfestival en meer.
Bij Den Oever begint de Afsluitdijk richting Friesland, die in 1932 de Zuiderzee (sindsdien IJsselmeer) scheidde van de Waddenzee. Hierin zijn de Stevinsluizen gebouwd om het zoete IJsselmeerwater naar zee af te voeren. Deze drie groepen spuisluizen zijn een rijksmonument. Voor de scheepvaart werd een schutsluis gebouwd. Ter bescherming van de sluizen zijn diverse kazematten aangelegd. De Stelling bij Den Oever heeft tijdens de Tweede Wereldoorlog nauwelijks een rol gespeeld, omdat het Duitse leger tijdens de Slag om de Afsluitdijk de Stelling Kornwerderzand niet is gepasseerd.

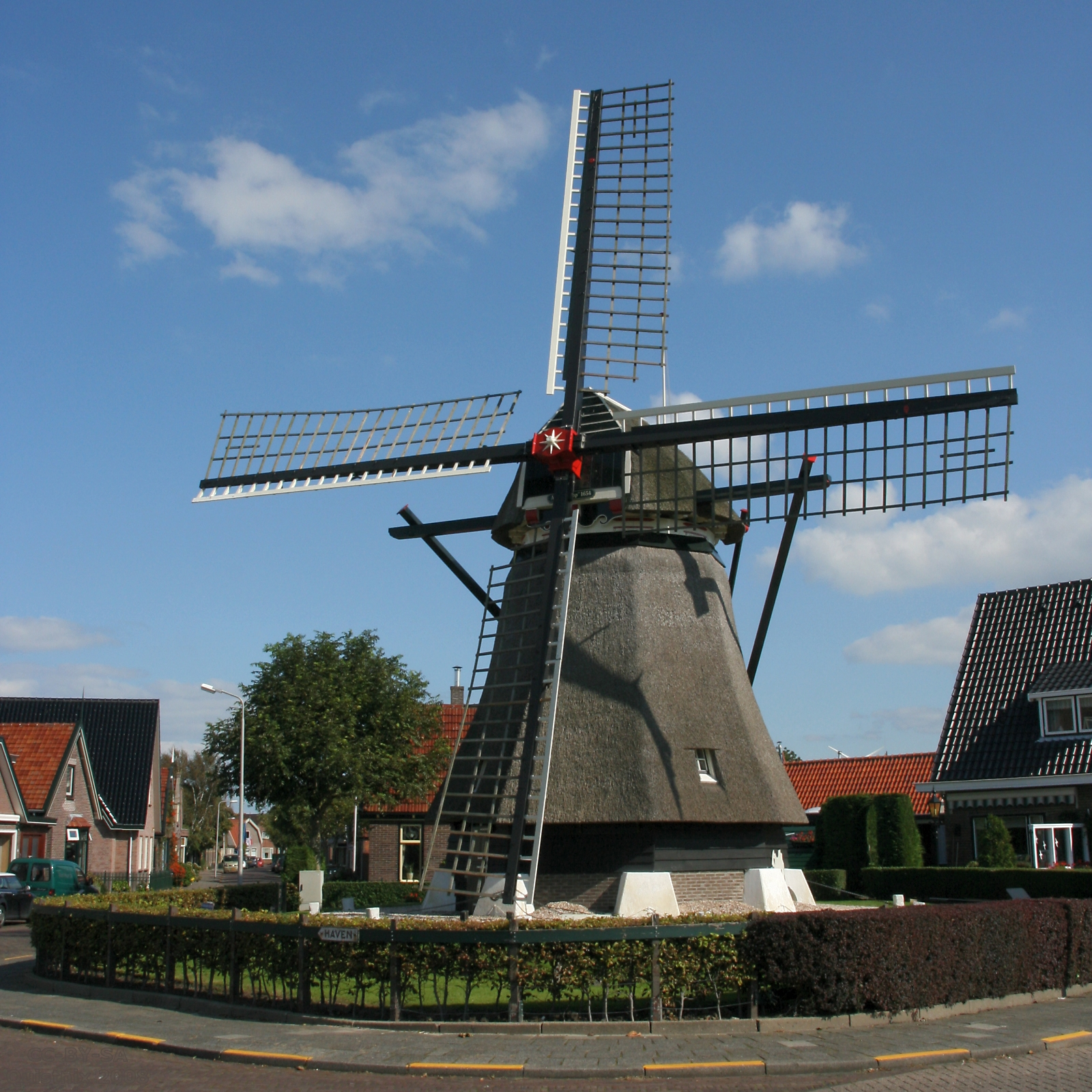
Korenmolen De Hoop (1675)
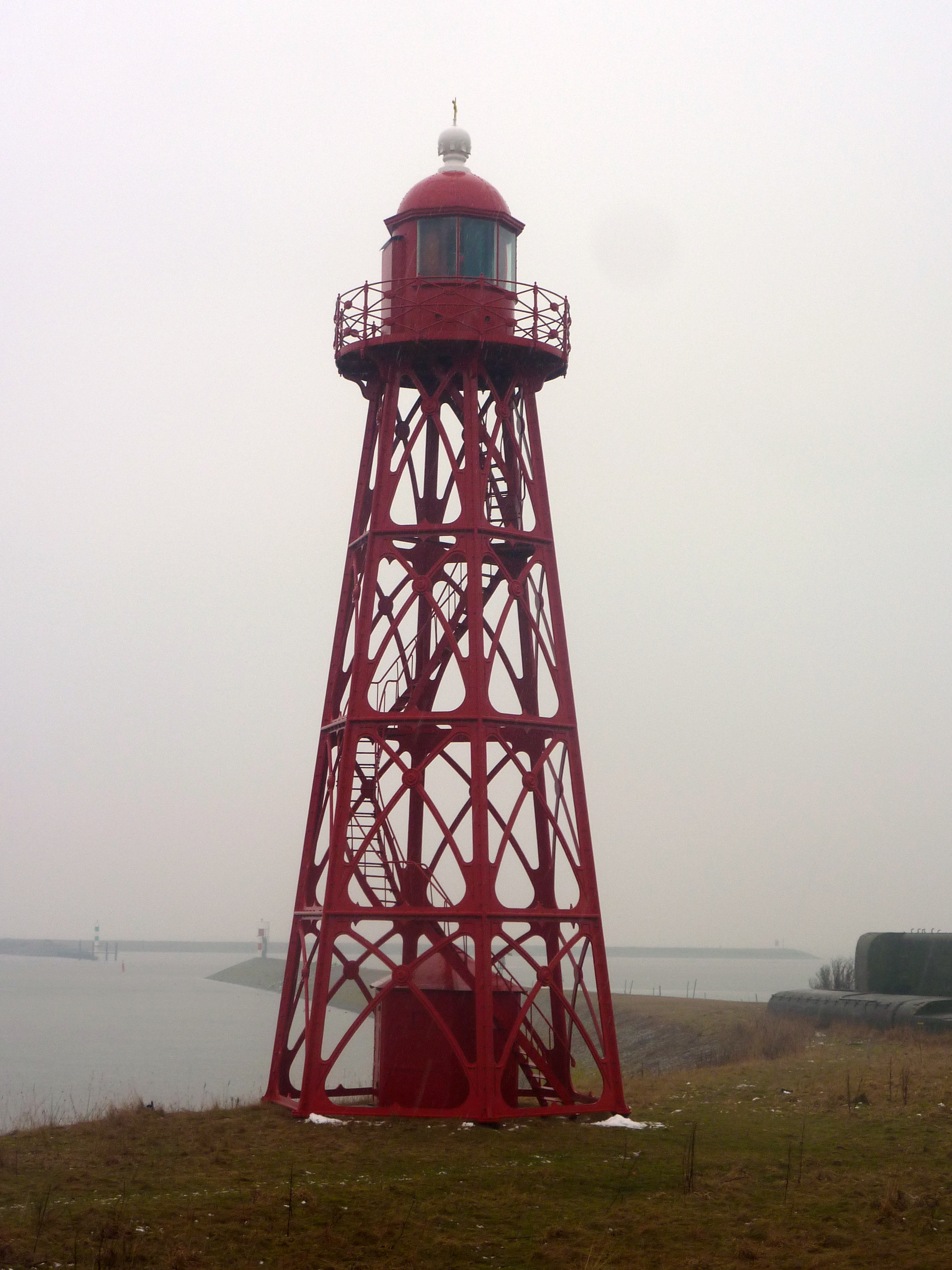
Vuurtoren van Den Oever (1885)
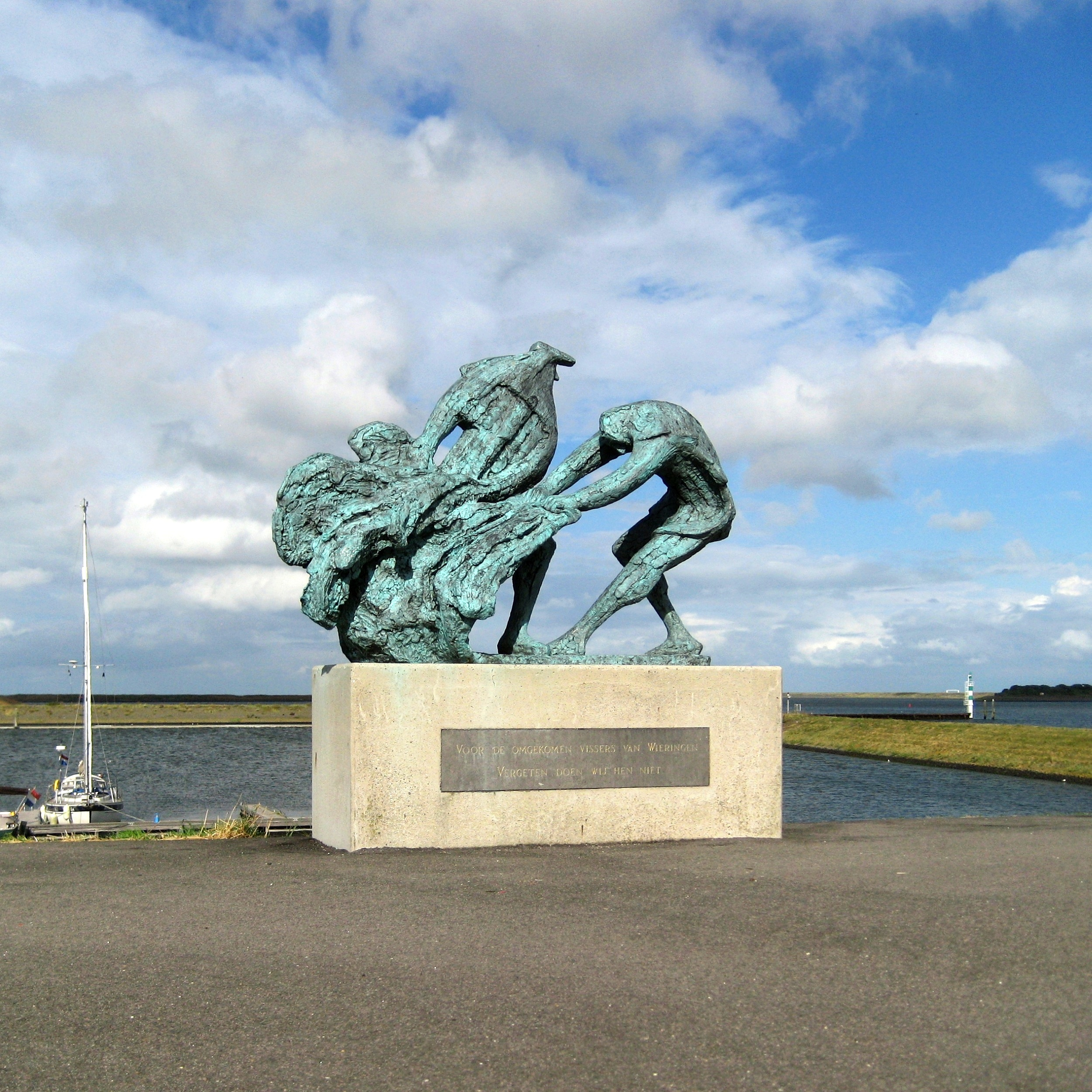
Visserijmonument Wieringen op de havendijk van Den Oever (2005)

## Sport en recreatie
Door deze plaats loopt de Europese wandelroute E9, ter plaatse ook Noordzeepad of Hollands Kustpad geheten.

## Vervoer
Den Oever is bereikbaar via de A7 en de N99. Bij het dorp ligt Busstation Den Oever van waar buslijnen vertrekken naar Hoorn, Den Helder, Leeuwarden en Alkmaar.

## Geboren
- Erik Heijblok (1977), voetballer